# Wie dit gezien heeft
Wie dit gezien heeft is een hoorspel van Jules de Leeuwe. De NCRV zond het uit op vrijdag 17 mei 1968. De regisseur was Ab van Eyk. De uitzending duurde 40 minuten.

## Rolbezetting
- Paul van der Lek (Ferry)
- Hetty Berger (Hil)
- Ton Lensink (Dik)
- Wiesje Bouwmeester (Nili)
- Han König (gids)
- Piet Ekel (man)
- Cees van Ooyen (de andere)

## Inhoud
Onder gefingeerde namen strijkt een echtpaar op vakantie neer op een terrasje van hotel “De frambei”. Al spoedig raken ze in gesprek met de exploitant van het hotel, terwijl de opvallende nieuwsgierigheid van de man voornamelijk uitgaat naar de naam frambei - een kruising tussen framboos en aardbei. De exploitant Ferry Walden kweekt ze al 12 jaar en is bereid de gast de planten te laten zien. Tijdens een gesprek over de kweek- en entmethoden raakt de nieuwsgierige gast met z’n voet beklemd tussen een dwarsligger van een langs het terrein lopende spoorlijn. Als de hotelexploitant de man wil helpen en hem aanspreekt met professor, weet deze dat Ferry Walden hem heeft herkend. Hij wilde zich namelijk in de kwekerij ervan vergewissen of Ferry door middel van bestuiving frambeien had gekweekt. Een professor in de erfelijkheidsleer kan zoiets niet ontgaan. En Ferry was twee jaar als assistent in dienst geweest bij de professor, maar kon toen nooit promoveren. Maar nu de professor zo beklemd zit en er bovendien een trein op komst is, belooft hij hem een vaste aanstelling als wetenschappelijk medewerker. Maar voor Ferry hoeft het nu niet meer. De trein nadert. Zal Ferry de professor nog helpen? Wie dit gezien heeft…